# Calycogonium lanceolatum
Calycogonium lanceolatum är en tvåhjärtbladig växtart som beskrevs av August Heinrich Rudolf Grisebach. Calycogonium lanceolatum ingår i släktet Calycogonium och familjen Melastomataceae. Inga underarter finns listade i Catalogue of Life.